# بلدة بينبريدج (مقاطعة غياوغا)
بلدة بينبريدج هي واحدة من ستة عشر بلدة في مقاطعة غياوغا، أوهايو، الولايات المتحدة. اعتبارًا من تعداد 2010 كان عدد السكان 11395.

## الاسم والتاريخ
كان سكان بينبريدج الأوائل هم عائلة ماكونوج، الذين أتوا من بلاندفورد، ماساتشوستس. تبعهم العديد من المستوطنين الآخرين. في عام 1817، تم إنشاء بلدة بينبريدج. تم افتتاح أول قسم سكني، بحيرة لوسيرن، في عام 1922. لا تزال واحدة من أكبر الشركات في بينبريدج.
في ربيع 2005، قام طلاب مدرسة كينستون الثانوية بتجميع الصور التاريخية لجمعية بينبريدج التاريخية في موقع ويب قابل للتصفح.

## روابط خارجية
- موقع ويب Township
- موقع المقاطعة نسخة محفوظة 13 فبراير 2006 على موقع واي باك مشين.
- مكتبة بينبريدج (جزء من مكتبة مقاطعة جيوغا العامة)